# Tokugawa Ienari
Tokugawa Ienari (徳川 家斉?; 18 novembre 1773 – 22 marzo 1841) è stato un militare giapponese. Figlio adottivo di Tokugawa Ieharu, fu l'undicesimo shōgun dello shogunato Tokugawa.

## Biografia
Divenuto shōgun all'età di 13 anni, divenne noto per gli eccessi del lusso, del piacere e della corruzione che caratterizzarono il suo governo, il più lungo dello shogunato. Gli si attribuiscono 900 donne, tra consorti, concubine e amanti, e dalle 40 consorti ebbe 55 figli, che diede in adozione o matrimonio a molti suoi vassalli, stabilendo così relazioni familiari a rinsaldare i rapporti con i daimyō. Alcuni dei suoi figli avrebbero giocato un ruolo importante durante il Bakumatsu (1853-1867) e la guerra Boshin.